# فنجاني إبري
فنجاني إبري (الاسم العلمي: Peziza acicularis) هو نوع من الفطريات يتبع جنس الفنجاني من الفصيلة الفنجانية.